# Václav Chudomel
Václav Chudomel (27. září 1932 Paběnice, Československo – 15. prosince 2016 Benešov) byl československý atlet, běžec, který se věnoval dlouhým tratím.

## Sportovní kariéra
První maraton v kariéře absolvoval v roce 1961 v Úpici (Ratibořický maraton), kde zvítězil časem 2.19:15,8. O rok později doběhl na ME v atletice v Bělehradu na maratonské trati na 10. místě (2.30:33,0). V roce 1964 si při závodě Windsor – Chiswick vytvořil na maratonské trati osobní rekord 2.15:26. V témže roce reprezentoval na Letních olympijských hrách v Tokiu, kde skončil na 18. místě. Maraton dokončil v čase 2.24:46,8 a na vítězného Etiopce Abebe Bikilu v cíli ztratil 12 minut a 35 sekund. Osmnáctý doběhl také na Mistrovství Evropy v atletice 1966 v Budapešti (2.30:34,2). V roce 1968 se stal vítězem Mezinárodního maratonu míru v Košicích, když trať zaběhl v čase 2.26:28. Čtyřikrát se stal mistrem republiky v maratonu (1963, 1966, 1968, 1969).
V letech 1959 – 1964 reprezentoval ve čtyřech mezistátních utkáních.